# Bradysia pollicis
Bradysia pollicis är en tvåvingeart som först beskrevs av Franklin William Pettey 1918.  Bradysia pollicis ingår i släktet Bradysia och familjen sorgmyggor.
Artens utbredningsområde är Arizona. Inga underarter finns listade i Catalogue of Life.